# Pteris multifida x tremula
Pteris multifida x tremula là một loài dương xỉ trong họ Pteridaceae. Loài này được mô tả khoa học đầu tiên..
Danh pháp khoa học của loài này chưa được làm sáng tỏ. 

## Hình ảnh

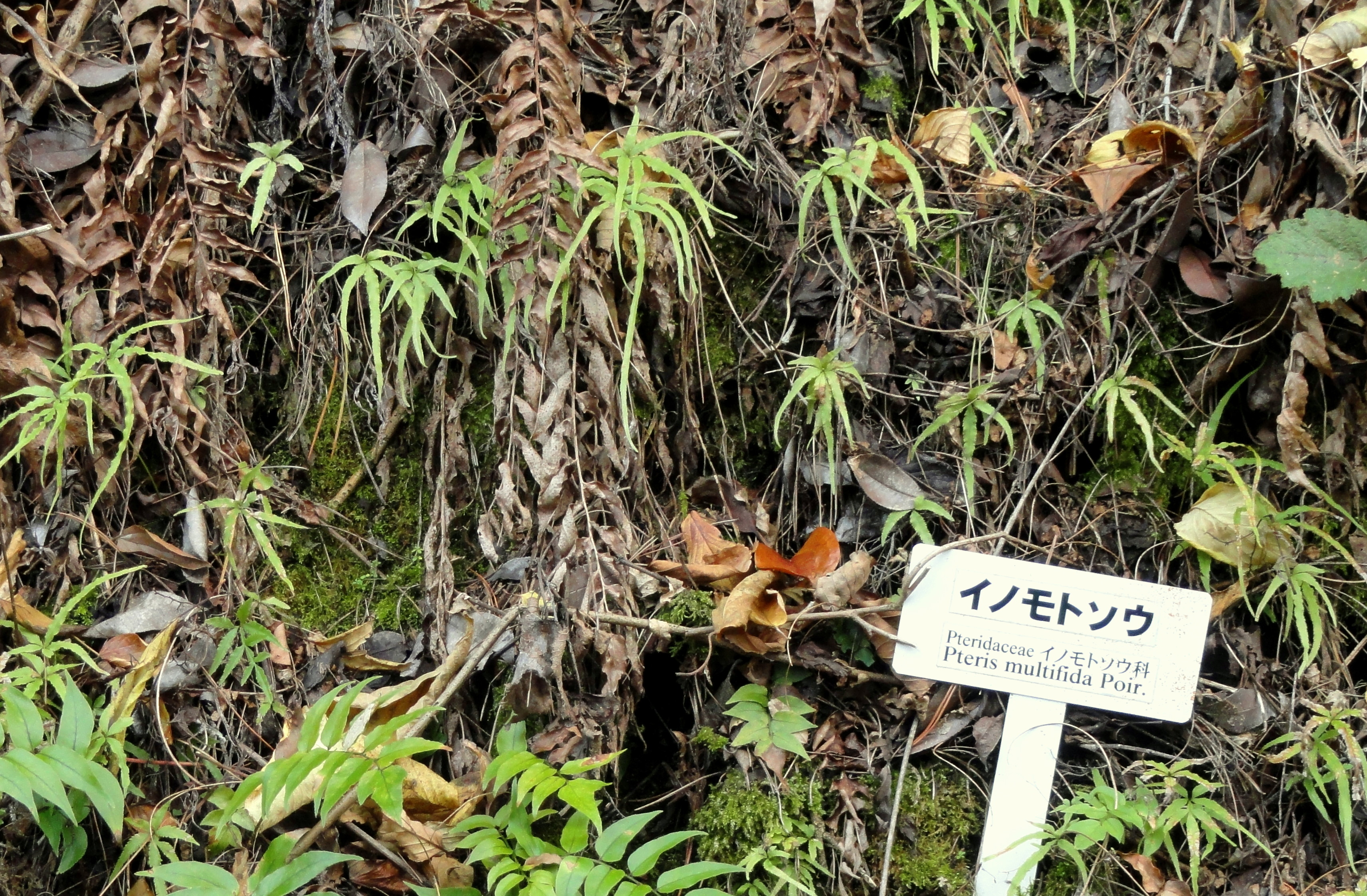
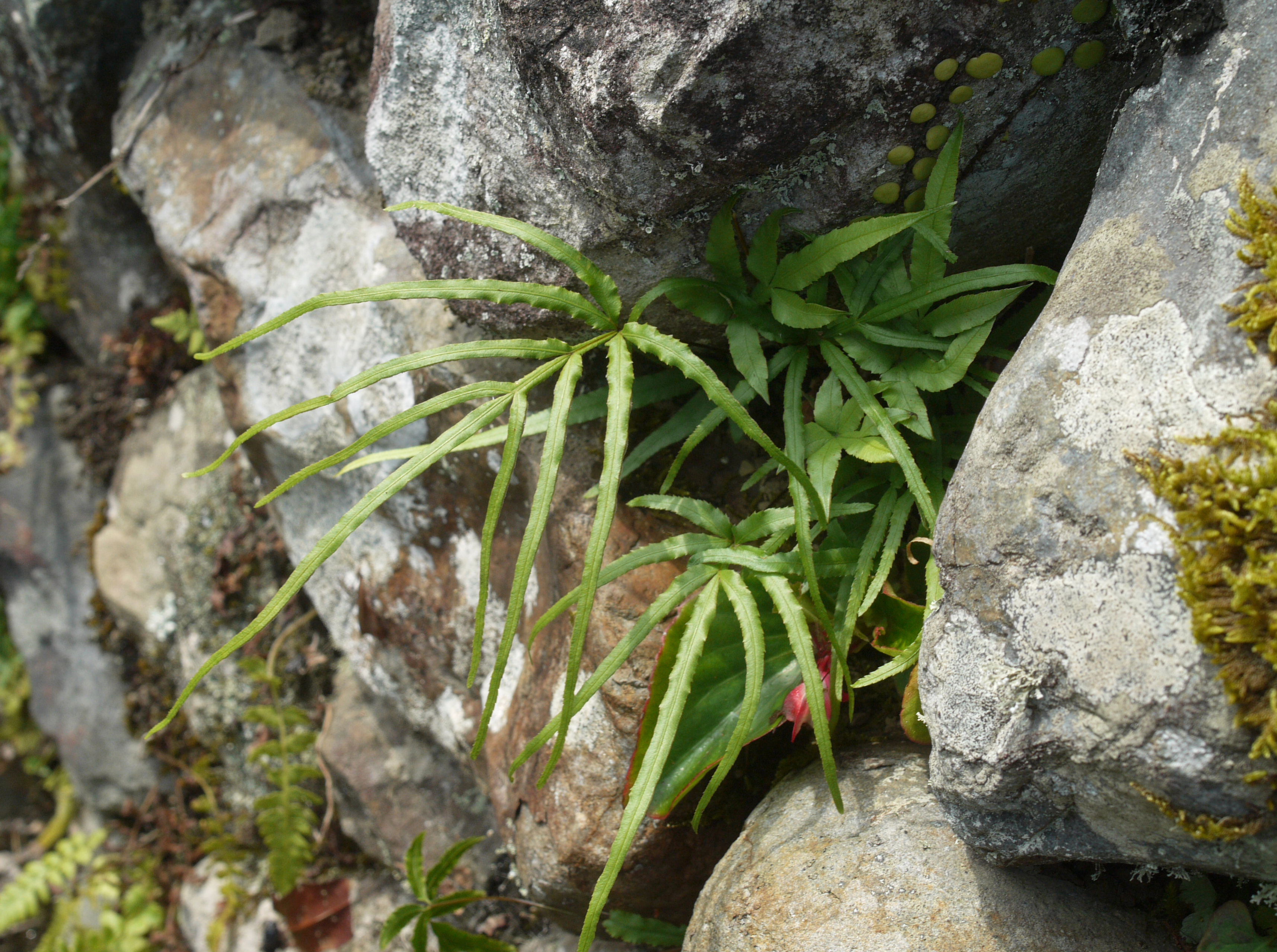
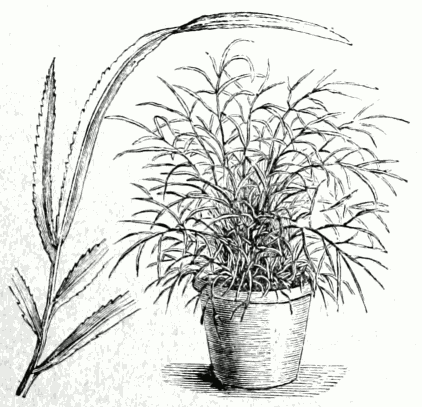